# 古屋菊男
古屋 菊男（ふるや きくお、1888年（明治21年）10月15日 - 1980年（昭和55年）2月1日）は、日本の医師、政治家。衆議院議員。

## 経歴
山梨県出身。1912年（大正元年）金沢医学専門学校を卒業し、その後、京都医科大学大学院で学んだ。
神戸掖済会病院副院長を務めた後に開業。その後、浅間村国民健康保険診療所長、結核予防会山梨県支部長、山梨診療所長を歴任した。
政界では、山梨県会議員、同副議長、山梨県公安委員会委員を務めた。1953年（昭和28年）4月の第26回衆議院議員総選挙に山梨県全県区から改進党所属で出馬して当選し、その後日本民主党に所属して衆議院議員を1期務めた。この間、改進党中央常任委員、社会保障制度調査特別副委員長など務めた。
1980年2月、老衰により山梨県東八代郡の峡東病院で死去した。